# Peter Aerts
Peter Aerts (Eindhoven, 25 ottobre 1970) è un kickboxer olandese, tre volte vincitore del K-1 World Grand Prix e campione mondiale di Muay Thai.
Attualmente è sotto contratto con la promozione singaporiana di kickboxing Glory.

## Carriera
Dopo aver giocato a calcio per sette anni, nel 1983 iniziò a praticare Taekwondo, spinto anche dall'interesse dello zio e del nonno per le arti marziali. Nel 1984 passò al kickboxing, allenandosi nel "Judoka-Kickboxing" a Best, Paesi Bassi con Mikki Benazzous. Dopo un anno Aerts combatté il primo incontro; i successi si susseguirono e a 19 anni vinse il suo primo mondiale.
Peter Aerts si trasferì quindi ai "Champs" di Eindhoven, con Eddy Smulders, diventando campione del mondo per la seconda volta. Quindi passò alla famosa palestra Chakuriki di Thom Harinck, dove ha ottenuto i suoi maggiori successi. Nel 1994 Peter Aerts si è laureato campione del mondo K-1 per la prima volta, replicando nel 1995 e nel 1998.
La sua vittoria nel 1998 è stata la più rapida nella storia del K-1, mettendo al tappeto rapidamente tutti gli avversari in un totale di soli 6:43 minuti. Il record è poi stato battuto nell'agosto 2009 da Daniel Ghiță, che ha vinto il torneo di qualificazione di Tokyo in 5:15 minuti.
È l'unico combattente ad aver partecipato a tutti i K-1 World Grand Prix dalla sua nascita nel 1993 per tutta la durata del periodo d'oro del K-1, durato fino al 2010.
Nel 1997 ruppe la relazione con Harinck, continuando ad allenarsi nella Mejiro Gym sotto Andre Mannaart, anch'egli un ex combattente K-1; negli anni seguenti ha poi fondato un proprio Team Aerts, con base alla Kops Gym di Amsterdam sotto Jan Plas ed Henry Hooft.
Il 2 dicembre 2006 Peter Aerts entrò al K-1 World Grand Prix 2006 come combattente di riserve, sconfiggendo il suo avversario Musashi ko al primo round. Dopo che Remy Bonjasky dovette dare forfait dal torneo per infortunio, Aerts incontrò Glaube Feitosa nelle semifinali, vincendo per TKO al 2º round. In finale perse però ai punti contro Semmy Schilt, con verdetto unanime.
IL 29 settembre 2007 Aerts affrontò Ray Sefo al GP di Seul, vincendo al primo turno per TKO, qualificandosi per la quindicesima volta consecutiva alle finali del K-1 Grand Prix, da tenersi quell'anno a dicembre alla Yokohama Arena. Nei quarti di finale atterrò Junichi Sawayashiki alla prima ripresa; in semifinale sconfisse Remy Bonjasky con verdetto unanime. In finale fronteggiò di nuovo Semmy Schilt, perdendo al primo round, sofferente per un infortunio al ginocchio.
A iniziò 2009 Aerts si è ricongiunto con l'allenatore Thom Harinck, ottenendo presto risultati impressionanti: una vittoria contro Errol Zimmerman ai punti e una KO3 contro Yosuke Nishijima, arrivando così alle finali del Grand Prix come grande favorito. Al primo turno però è stato sorprendentemente sorpreso dal connazionale Alistair Overeem.
A fine 2009 Aerts contava nel suo curriculum da kickboxer professionista 125 incontri disputati, con 96 vittorie (65 per ko), 28 sconfitte e un pareggio.

### Palmarès
- 1990: campione mondiale dei massimi IKBF
- 1991: campione mondiale dei massimi WMTA Muay Thai
- 1994: vincitore della Night of the Stars
- 1994: campione mondiale K-1
- 1995: campione mondiale dei massimi WMTA Muay Thai
- 1995: campione mondiale K-1
- 1998: campione mondiale K-1

## Curiosità
- È lo zio del portiere del Willem II Maikel Aerts